# Pon de Replay
A Pon de Replay című dalt Vada Nobles, Sarahfeina Analease Newtron, Carl Sturken, Evan Rogers és Alisha Brooks írta Rihanna bemutatkozó albumára, a Music of the Sunra 2005-ben. A kislemez producerei Nobles, Sturken és Roger. A dalt az album első kislemezeként adták ki 2005 májusában. A dal elérte a 2. helyet az amerikai Billboard Hot 100. slágerlistán, első lett Új-Zélandon, második az Egyesült Királyságban, hatodik Ausztráliában és hetedik Kanadában.

## Slágerlistás teljesítmények
A dal sikerét bizonyítja, hogy második lett az amerikai Billboard Hot 100 és első lett a Hot Digital Songs alágerlistán. Előbbin majdnem első lett, de Mariah Carey népszerű We Belong Together című számát nem tudta leszorítani az első helyről; mikor a We Belong Together digitális eladásai elkezdtek esni, a rádiók még mindig annyit játszották, hogy a Pon de Replay nem volt képes arra, hogy legyőzze.
A Pon de Replay jelentős sikert aratott a dance listákon, a Hot Dance Music/Club Play listát és a Dance Radio Airplay listát is két hétig vezette. Felkerült a Hot R&B/Hip-Hop Singles & Tracks slágerlistára is, ahol elérte a 24. helyet, a slágerlistás pontjai többségét közvetítésből, a popállomásokról és a digitális letöltéseiből kapta. Hatodik lett a Hot Rap Tracks listán, ami azért érdekes, mert a dal nem rap stílusú. Az ARC Top 40 slágerlistán is 1. lett. A dal a 2005-ös eladási listán a 21. volt, 3 970 000 példány kelt el belőle.
A Girl Authority amerikai lányegyüttes feldolgozta a dalt 2006-ban megjelent debütáló albumán.

## Videóklip
A videóklipben, amit Little X rendezett, Rihanna és barátai megérkeznek egy klubba, ahol mindenki unatkozik, és nem táncolnak a lassú zene miatt. Rihanna feláll és elkezdi énekelni a számot, közben biztatja a DJ-t, hogy, hangosítsa fel a zenét, azután mindenki elkezd táncolni. A videóban Rihanna hastáncmozdulatokat tesz. A klip népszerű volt, sokat játszották az MTV-n és a BET-en. Az MTV slágerlistáján, a Total Request Live-on 2. lett és 37 napot töltött el rajta, míg a BET slágerlistáján, a 106 & Parkon 20 napig szerepelt, legmagasabb helyezése a 4. volt.

## Számlista
- Kislemez (Európai verzió)

1. Pon de Replay (Radio edit) (Brooks, Alisha/Rogers, Evan/Sturken, Carl/Nobles, Vada) – 3:34
2. Pon de Replay (Remix featuring Elephant Man) (Brooks, Alisha/Rogers, Evan/Sturken, Carl/Nobles, Vada) – 3:37

- Maxi kislemez (Európai verzió)

1. Pon de Replay (Brooks, Alisha/Rogers, Evan/Sturken, Carl/Nobles, Vada) – 3:36
2. Pon de Replay (Cotto's Replay Dub) (Brooks, Alisha/Rogers, Evan/Sturken, Carl/Nobles, Vada) – 6:48
3. Pon de Replay (Instrumental) (Brooks, Alisha/Rogers, Evan/Sturken, Carl/Nobles, Vada) – 4:05

- Extrák:

Pon de Replay (Videó) – 3:37

## Slágerlistás helyezések
| Slágerlista (2005)            | Legmagasabb helyezés |
| ----------------------------- | -------------------- |
| New Zealand Singles Chart     | 1                    |
| Belgium Singles Chart         | 5                    |
| Canadian Singles Chart        | 3                    |
| Irish Singles Chart           | 2                    |
| UK Singles Chart              | 2                    |
| Eurochart Hot 200 Singles     | 2                    |
| United World Chart            | 3                    |
| Australian ARIA Singles Chart | 6                    |
| German Singles Chart          | 6                    |
| Italy Singles Chart           | 6                    |

| Chart (2005)                         | Peak position |
| ------------------------------------ | ------------- |
| France Singles Chart                 | 18            |
| Russia Singles Chart                 | 3             |
| Dutch Top 40                         | 18            |
| México Top 100 Singles Chart         | 79            |
| U.S. Billboard Hot 100               | 2             |
| U.S. Hot Digital Songs               | 1             |
| U.S. Dance Radio Airplay             | 1             |
| U.S. Hot Ringtones                   | 7             |
| U.S. Hot Dance Music/Club Play       | 1             |
| U.S. Billboard Pop 100               | 2             |
| U.S. Billboard Hot Rap Tracks        | 7             |
| U.S. Billboard Hot R&B/Hip-Hop Songs | 24            |